# Maciel (Paraguay)
Maciel è un centro abitato del Paraguay, situato nel dipartimento di Caazapá, a 9 km dal capoluogo Caazapá e a 248 km dalla capitale del paese, Asunción.

## Origine del nome
Il nome deriva da quello del Colonnello Manuel Antonio Maciel, eroe della guerra della Triplice Alleanza. Originariamente il paese era chiamato San Francisco.

## Popolazione
Al censimento del 2002 Maciel contava una popolazione urbana di 431 abitanti (3.957 nel distretto), secondo i dati della Dirección General de Estadística, Encuestas y Censos.

## Storia
Maciel fu fondata nel 1892; divenne indipendente da Caazapá il 24 aprile 1918. La sua importanza è dovuta essenzialmente alla sua stazione ferroviaria, ora in completo abbandono, che costituiva il solo collegamento tra Asunción ed il capoluogo del distretto, raggiungibile con una pista di terra battuta lunga 9 km.